# Rapaty-Żachy
Rapaty-Żachy – kolonia w Polsce,  w województwie mazowieckim, w powiecie przasnyskim, w gminie Chorzele.
Do 2023 miejscowość była przysiółkiem wsi Dąbrówka Ostrowska.
W latach 1975–1998 miejscowość administracyjnie należała do województwa ostrołęckiego.